# Ан, Мэлс Фёдорович
Мэлс Фёдорович Ан (род. 1949, Пскент, Ташкентская область) — советский самбист, призёр чемпионатов СССР, чемпион Европы, мастер спорта СССР международного класса. Заслуженный тренер Узбекистана (1982 год). Вице-президент федерации дзюдо Узбекистана.

## Биография
С 1976 года — старший тренер Андижанской области, в 1980—1986 годах был главным тренером сборной Узбекистана. В 1977 году окончил Ташкентский институт физкультуры. В настоящее время — старший тренер спортивного общества «Трудовые резервы», главный тренер сборной Узбекистана по дзюдо. Среди его воспитанников 9 чемпионов мира.

## Спортивные результаты
- Чемпионат СССР по самбо 1974 года — ;